# Cupaniopsis oedipoda
Cupaniopsis oedipoda är en kinesträdsväxtart som beskrevs av Ludwig Radlkofer. Cupaniopsis oedipoda ingår i släktet Cupaniopsis och familjen kinesträdsväxter. Inga underarter finns listade i Catalogue of Life.